# Buteo albonotatus
El aguilucho negro (Buteo albonotatus) es una especie de ave Accipitriforme de la familia Accipitridae que habita desde el sur de Estados Unidos hasta Bolivia, Paraguay y Brasil; No se conocen subespecies.

## Descripción
En ambos sexos el plumaje es casi todo negro excepto las últimas plumas debajo de las alas, tiene unas cortas patas amarillas y un pico amarillo con la punta negra; los ejemplares jóvenes poseen un color más claro.

## Alimentación
Se alimenta de pichones de aves, pequeños mamíferos y pequeños reptiles.

## Hábitat
Habita en montes, sabanas arbustivas, campos abiertos y cerca de ríos y lagunas.

## Nidificación
Nidifica en los árboles altos, donde construye una plataforma fabricada con palos y juncos. La hembra coloca 2 huevos blancos.

## Distribución geográfica
Habita América del Norte, Centro, y Sudamérica; en la Argentina fue citado en Misiones, Chaco, Formosa, Salta y Jujuy.[cita requerida]